# Vandel (entreprise)
Pour les articles homonymes, voir Vandel.
 (février 2013).
Si vous disposez d'ouvrages ou d'articles de référence ou si vous connaissez des sites web de qualité traitant du thème abordé ici, merci de compléter l'article en donnant les références utiles à sa vérifiabilité et en les liant à la section « Notes et références ».
Vandel est une société française filiale du groupe Van De Velde créée dans les années 1980 pour concevoir des tracteurs de 350 CV destinés aux grandes exploitations agricoles. Aujourd'hui[Depuis quand ?], la société Vandel ne fabrique plus de tracteur agricole et s'est spécialisée dans la conception de compacteurs de déchets industriels.